# Paul Müller-Walde
Paul Müller-Walde (* 14. März 1858 in Altona, nach anderen Quellen Eberswalde; † 21. Dezember 1931 in Berlin) war ein deutscher Kunsthistoriker, zu dessen wichtigsten Arbeiten die Forschungen zu Leonardo da Vinci Ende des 19. und zu Beginn des 20. Jahrhunderts gehören. Insbesondere forschte er im Mailänder Castello Sforzesco und legte dort zahlreiche Wand- und Deckengemälde des Renaissance-Künstlers frei.

## Leben

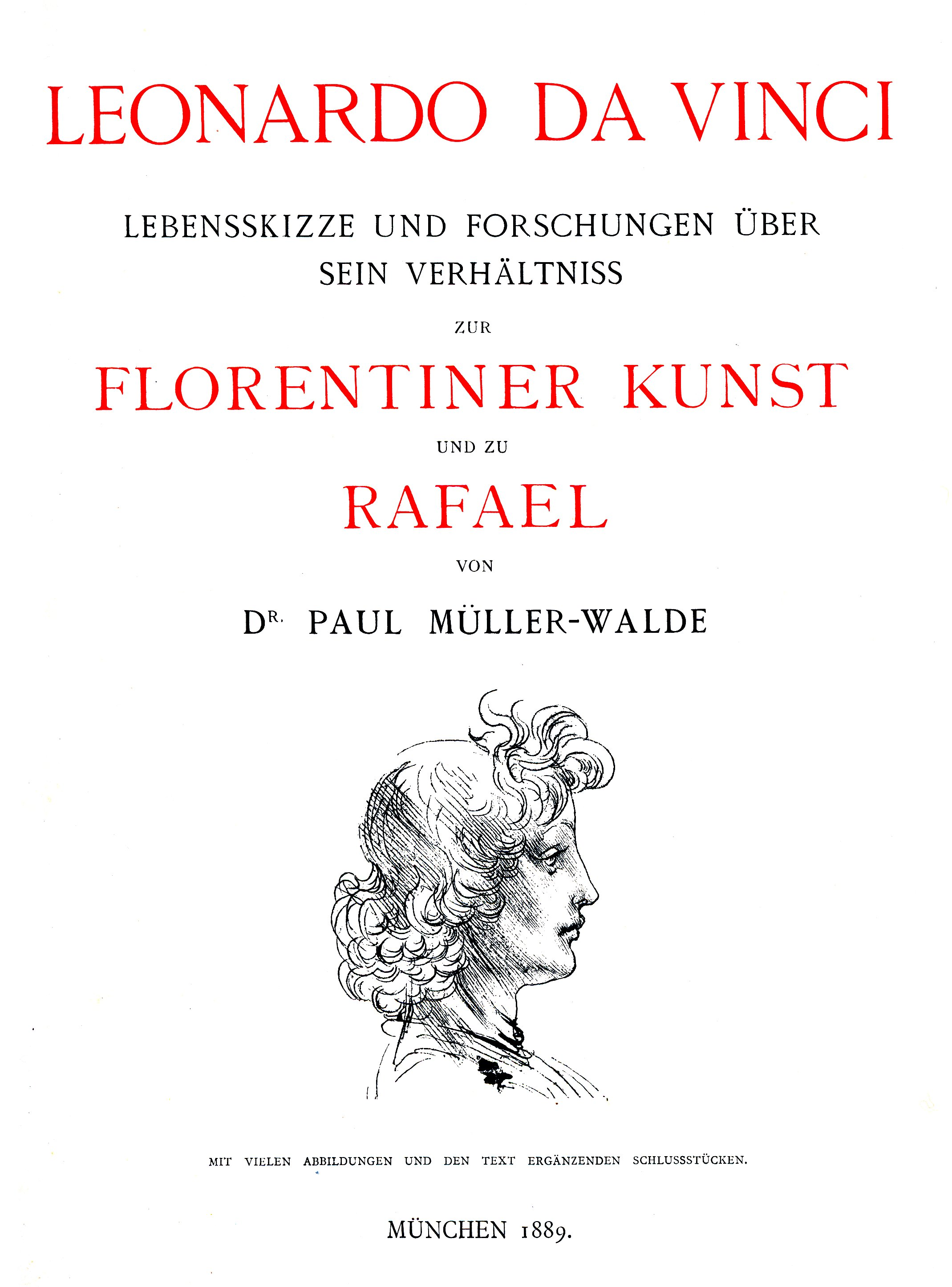
Innentitel eines der Werke von Paul Müller-Walde

Müller-Walde wurde 1858 geboren und studierte Kunstgeschichte unter Moritz Thausing an der Wiener Universität. Seine Dissertation hatte den Titel Über das Riesentor am Stefansdom, sie wurde an der Universität Zürich vorgelegt und in Innsbruck im Jahr 1883 gedruckt. Die Jahre von 1890 bis 1897 verbrachte er überwiegend mit Forschungsarbeiten in Mailand, wo er – nach intensivem Archiv- und Dokumentenstudium und der Sichtung zahlreicher Zeichnungen – im Castello Sforzesco in mehreren Räumen Arbeiten von Leonardo da Vinci und anderen Künstlern freilegte. 
Nachdem Müller-Walde 1893 die Genehmigung erhielt, im Castello Untersuchungen des Wandputzes vornehmen zu dürfen (bis dahin war das Gebäude noch von Militär besetzt), entdeckte er zunächst im Cortile Ducale mehrere Fresken von Leonardo da Vinci, die er in die Regierungszeit von Francesco Sforza (1450–1466) datierte. Weitere Arbeiten, die er in der Sala del Tesoro (Schatzkammer) des Herzogs freilegte, schrieb er ebenfalls Leonardo zu, was nach neueren Erkenntnissen nicht korrekt war. Er verwandte allerdings viel Arbeit daran, seine Zuschreibung mit Dokumenten zu stützen. 
In Folge untersuchte Müller-Walde die Kapelle des Castellos und die so genannten Camerini, kleinere Räume, von denen er annahm, dass Leonardo da Vinci dort im Frühjahr 1498 gearbeitet hatte. In einem der Räume glaubte er die Saletta Negra entdeckt zu haben, was sich später als Irrtum herausstellte. 
Als wichtige Entdeckung Müller-Waldes gelten die Dekore im Gewölbe des später als Sala delle Asse identifizierten Raumes – es ist unklar, ob ihm bereits bewusst war, dass es sich um die Sala delle Asse handelte.
1893 kehrte Müller-Walde vorübergehend nach Deutschland zurück, um in München seine Erkenntnisse über die vermeintliche Sala Negra zu veröffentlichen. Die Publikation sollte zahlreiche Fotos zum aktuellen Zustand der Gemälde enthalten; warum es jedoch schließlich nicht zu einer Veröffentlichung kam, ist unbekannt. Müller-Walde ging im Anschluss nach England, um durch die im Windsor Castle aufbewahrten Leonardo-Zeichnungen neue Aufschlüsse zu den von ihm entdeckten Arbeiten zu gewinnen. 1895 kehrte er mit neuen Erkenntnissen nach Mailand zurück; es folgten anderthalb Jahre Freilegungs- und Restaurierungsarbeiten in der Sala del Tesoro. 
Warum Müller-Walde sich statt auf die vielversprechende Sala delle Asse auf die Sala del Tesoro konzentrierte, ist unklar; vermutet werden nationale Interessen der italienischen Behörden und des Kunsthistorikers Luca Beltrami, der ebenfalls im Castello forschte und ihm möglicherweise die Erlaubnis, an „wichtigeren“ Kunstwerken zu arbeiten, vorenthielt.
1897 bis 1901 war Müller-Walde als Forschungsassistent und stellvertretender Kurator in der Königlichen Gemäldesammlung Berlin unter Wilhelm von Bode tätig, mit dem er bereits in den Jahren davor in ausführlicher Korrespondenz gestanden hatte – in seiner frühen Mailänder Zeit hatte er außerdem durch Aktivitäten am dortigen Kunstmarkt dazu beigetragen, die Sammlungen von Bode und anderen Galerien mit italienischen Renaissance-Kunstwerken zu erweitern.
Müller-Walde starb 1931 in der psychiatrischen Heilanstalt Herzberge bei Berlin an einem Schlaganfall.
Von der ausführlichen Korrespondenz mit Bode sind 58 Briefe erhalten, die im Zentralarchiv der Staatlichen Museen zu Berlin (Preußischer Kulturbesitz) aufbewahrt werden. Sein Privatarchiv soll Müller-Walde in Leipzig aufbewahrt haben, ausführliche Nachforschungen der Kunsthistorikerin Patrizia Costa in verschiedenen Leipziger Archiven haben jedoch noch zu keinem Ergebnis geführt.

## Schriften
- Leonardo da Vinci. Lebensskizze und Forschungen über sein Verhältniss zur florentiner Kunst und zu Rafael. G. Hirth's Kunstverlag, München 1898/1890
- Beiträge zur Kenntnis des Leonardo da Vinci. In: Jahrbuch der Königlich Preußischen Kunstsammlungen. 1899

## Belege
1. 1 2  Lebensdaten und Orte aus dem Nachruf auf Paul Müller-Walde von Gustav Pauli; in: Zeitschrift für Kunstgeschichte, 1 Bd., H. 2. (1932), Seite 167–168.
2. ↑  Patrizia Costa, The Sala delle Asse in the Sforza Castle in Milan, Seite 44 (die biographische Angabe stammen aus einem Konferenzbeitrag von Marco Pozzetto von 1996)
3. 1 2  Patrizia Costa, The Sala delle Asse in the Sforza Castle in Milan, Seite 45
4. ↑  Patrizia Costa, The Sala delle Asse in the Sforza Castle in Milan, Seite 49
5. ↑  Patrizia Costa, The Sala delle Asse in the Sforza Castle in Milan, Seite 54
6. ↑  Patrizia Costa, The Sala delle Asse in the Sforza Castle in Milan, Seite 61

| Personendaten    | Personendaten             |
| ---------------- | ------------------------- |
| NAME             | Müller-Walde, Paul        |
| KURZBESCHREIBUNG | deutscher Kunsthistoriker |
| GEBURTSDATUM     | 14. März 1858             |
| GEBURTSORT       | Altona oder Eberswalde    |
| STERBEDATUM      | 21. Dezember 1931         |
| STERBEORT        | Berlin                    |